# Championnats d'Europe de karaté 1969
Les championnats du monde de karaté 1969 ont eu lieu à Londres, au Royaume-Uni, les 11 mai 1969. Il s'agissait de la quatrième édition des championnats d'Europe de karaté senior et de la deuxième organisée dans le pays. Dix nations participent aux deux épreuves de kumite au programme.

## Résultats

### Épreuve individuelle
| Rang | Pays                 | Karatéka         |
| ---- | -------------------- | ---------------- |
| 1    | France               | Dominique Valera |
| 2    | France               | Gilbert Gruss    |
| 3    | Yougoslavie          | I Jorga          |
| 3    | Allemagne de l'Ouest | Sherer           |

### Épreuve par équipes
| Rang | Pays        |
| ---- | ----------- |
| 1    | France      |
| 2    | Royaume-Uni |
| 3    | Belgique    |
| 3    | Yougoslavie |

## Tableau des médailles
Des dix pays participants, seuls cinq ont remporté au moins une médaille. La France termine en tête au tableau des médailles grâce à ses trois médailles. Le pays hôte termine deuxième.
| Tableau des médailles |                      |    |        |        |       |
| Rang                  | Pays                 | Or | Argent | Bronze | Total |
| 1                     | France               | 2  | 1      | 0      | 3     |
| 2                     | Royaume-Uni          | 0  | 1      | 0      | 1     |
| 3                     | Yougoslavie          | 0  | 0      | 2      | 2     |
| 4                     | Belgique             | 0  | 0      | 1      | 1     |
| 4                     | Allemagne de l'Ouest | 0  | 0      | 1      | 1     |